# Xenosepsis africana
Xenosepsis africana är en tvåvingeart som beskrevs av Ozerov 1999. Xenosepsis africana ingår i släktet Xenosepsis och familjen svängflugor.
Artens utbredningsområde är Moçambique. Inga underarter finns listade i Catalogue of Life.